# 刘万胜
刘万胜（1840年—？），湖南湘乡人，清末军事人物，中缅边界勘界大臣。

## 生平
武童生出身，行伍江西、广西、湖北、四川、贵州、云南等处，因攻克石达开太平军占领的长宁县及解围涪州，同治二年（1863年）获四川总督骆秉章褒举，赏换花翎。五年（1866年），随云南巡抚刘岳昭剿灭贵州号军起义。六年（1867年），任雲南東川營參將。七年（1868年）四月，因此前在贵州仁怀剿匪有功，以副将衔受封“巴图鲁”名号。九年（1869年），因克复杜文秀起义军占领的寻甸州城，经云贵总督刘岳昭褒举，留云贵，遇有副将缺出，优先题补。十年（1870年），任雲南元新營參將。十一年（1872年）四月，因收复杜文秀起义军占领的新兴州，受三代一品封典。
光绪四年（1878年），任雲南尋霑營參將；九年（1883年），管帶靖邊後營練軍駐防蒙自縣；十年（1884年），管帶副左營練軍駐防鎮雄州；十一年（1885年），补雲南順雲協副將。十八年（1892年）十二月，在驻防干崖腾永前营管带任上:100，剿灭腊撒土司造反僧侣们朵腊，晋升总兵衔。二十一年（1895年），任云南开化镇总兵:410。二十二年（1896年）十一月，出任云南临元镇总兵官。
光绪二十三年（1897年），总理衙门、云贵总督派委刘万胜为滇缅界务总办，与英方总办卫德勘办中缅边界，二十四年（1898年）英方总办改为司格德，其中怒江至澜沧江一段，又有陈灿和英方总办觉罗智加入会勘:2893。二十五年（1899年）三月，调任甘肃西宁镇总兵官，因办理滇缅界务，留滇未赴任。同年，云贵总督崧蕃向内阁褒举其“盡心民事、通達時務”。二十六年（1900年）春，云南提督冯子材巡边腾冲，李根源向冯上书，参奏刘万胜失职:26，随后冯上书举报刘万胜勘办滇缅界务“草菅人命、蒙蔽長官”“辦理界務，諸多乖謬”。后经云南巡抚丁振铎核实，系当地少数民族阻路，只能先剿后抚，并无“蒙蔽乖謬”之事:7123。刘万胜勘界时，于光绪二十五年（1899年）收回依附于木邦的猛板地:253-254，为清代少有收复失地之事。
光绪二十七年（1901年）九月，离开云南调任江西九江镇总兵:44。

## 评价
因清朝在滇缅边界多有退让，评价刘万胜多为贬低之语，例如称其为“刘卖界”，指责其不识边务、受贿、出卖国土、任英人摆布等:191:499。《云南》杂志有文《盗卖云南之贼》，称“先是腾越镇刘万胜，与英人会勘滇缅边界时，庸懦畏葸，奉外人如神明，诸事唯唯听命，英人利用之，遂至丧失滇西边地数千里”。李根源甚至怒称“刘万胜之肉，其足食乎！:283”
民国时期中英第二次勘界时，中方勘界首席委员梁宇皋、助理委员张祖荫前往孟连下属的孟马，凭吊前清勘界大臣刘万胜、迆南陈灿与英员会勘中止于此分手之遗迹，“因感激两大公大屈不挠之精神，及保疆土之决心”，于孟马道旁立碑纪念，碑高二丈四尺，题曰“气壮山河”，文曰：:209
|                                            | 光绪二十五年，中华甘肃西宁镇刘公万胜，云南迆南道陈公灿奉钦命与英钦差大臣司格德会勘滇缅南段南定河至邦桑一段界务，因双方规划歧异，各不相谋，而两公又以国家疆土，未能尺寸轻让，争持尤烈。竖年春至孟马，遂停勘而归，厥功未成，然而两公之赤心捍国，亦足以辉昭百世也已。本年，皋等奉使续勘，道经斯土，缅怀前哲，爰刻兹石以誌景仰。 |
| ——中华民国二十六年四月，梁宇皋，张祖荫敬立 | |